# Wormaldia praemissa
Wormaldia praemissa là một loài Trichoptera hóa thạch trong họ Philopotamidae.